# Alexandre Desmarteaux
Pour les articles homonymes, voir Desmarteaux.
Alexandre Desmarteaux (né Joseph Alexandre Godfroid Desmarteau à Montréal le 30 juillet 1884 et mort à Montréal le 21 décembre 1925) est un comédien de théâtre, humoriste et chanteur ténor québécois.     

## Biographie
Alexandre Desmarteaux voit le jour à Montréal en 1884. Il amorce sa carrière en 1901 aux côtés d'Hector Pellerin et se produit par la suite avec plusieurs autres troupes de théâtre dont celle dirigée par les comédiens Fred Barry et Albert Duquesne qui présente des spectacles au théâtre Family à Saint-Henri (Montréal). En 1922, le comédien se retrouve au sein de la troupe de Jeanne Demons et de Bella Ouellette au théâtre Impérial à Québec. Avec Hector Pellerin, Hercule Lavoie et Blanche Gauthier, il participe à l'une des toutes premières émissions de radio à CKAC (Montréal) le 27 septembre 1922.
Il sera aussi des scènes burlesques naissantes de Montréal avec, entre autres, Arthur Petrie.
Doté d'une voix de ténor puissante, Alexandre Desmarteaux entreprend sa carrière sur disque en septembre 1920, alors qu'il enregistre 28 pièces dans les studios new-yorkais de Columbia, grâce à l'influence de Roméo Beaudry. La moitié d'entre elles est constituée de sketches comiques interprétés avec Elzéar Hamel et Juliette Béliveau. L'autre moitié est composée de chansons de cafés-concerts parisiens et de pièces folkloriques québécoises (« Mon père y m'a marié », « C'est dans notre canton », « À Parthenay ») enregistrées avec un ensemble de cuivres. 
Très populaire, il enregistre 71 autres chansons et sketches comiques (avec Elzéar Hamel et Blanche Gauthier) chez Columbia, pour un total de 50 disques en quatre ans (une moyenne d'une parution par mois!). 
Alexandre Desmarteaux est mort subitement d'une crise cardiaque en 1925 à l'âge de 41 ans.
Il est le père de Paul Desmarteaux qui fut lui aussi artiste burlesque et qui a incarné le Curé Labelle dans le téléroman Les Belles Histoires des pays d'en haut pendant 14 ans (1956-1970).

## Musique
Mon père y m'a marié
La valse des chats
Je pris ma mie
Chantez-nous des chansons françaises
Plus de titres

## Sources
- Juliette Petrie, Quand on revoit tout cela! Le burlesque au Québec. 1914-1960, Montréal, 1977.
- Le Gramophone virtuel